# Super Bowl LIX
Der Super Bowl LIX war der 59. Super Bowl, das Endspiel der Saison 2024 der National Football League (NFL) im American Football. Das Spiel wurde am 9. Februar 2025 im Caesars Superdome in New Orleans, Louisiana zwischen den Philadelphia Eagles und den Kansas City Chiefs ausgetragen. Die Kansas City Chiefs waren der Titelverteidiger. Die Philadelphia Eagles gingen als Sieger hervor.

## Austragungsort
Ursprünglich sollte der Super Bowl LVIII in New Orleans gespielt werden, jedoch wurde mit dem 2020 abgeschlossenen Tarifvertrag (Collective Bargaining Agreement) die Regular Season auf 17 Spiele verlängert. Daher verlängert sich die Saison und damit auch die Play-offs um eine Woche. Dadurch hätte der Super Bowl, welcher ursprünglich für den 4. Februar 2024 geplant war, mit dem Mardi Gras in New Orleans kollidiert. Daher beschloss die NFL im Oktober 2020, dass New Orleans stattdessen den Super Bowl LIX austragen durfte.

## Play-offs
Die Play-offs begannen am 12. Januar 2025. Die Divisionssieger Kansas City Chiefs und Detroit Lions mit der besten Bilanz in ihrer Division hatten in der ersten Runde spielfrei. Die anderen drei Divisionssieger traten in der Wild Card Round gegen die drei besten der übrigen Teams an. Aufgrund von Waldbränden im Stadtgebiet von Los Angeles wurde das Wildcard-Spiel der Los Angeles Rams gegen die Minnesota Vikings vom SoFi Stadium zum State Farm Stadium in Glendale, Arizona verlegt.
| Setzliste der Playoffs | Setzliste der Playoffs | Setzliste der Playoffs | Setzliste der Playoffs | Setzliste der Playoffs |
| Pos.                   | AFC                    | AFC                    | NFC                    | NFC                    |
| ---------------------- | ---------------------- | ---------------------- | ---------------------- | ---------------------- |
| 1                      | Kansas City Chiefs     | Sieger West            | Detroit Lions          | Sieger North           |
| 2                      | Buffalo Bills          | Sieger East            | Philadelphia Eagles    | Sieger East            |
| 3                      | Baltimore Ravens       | Sieger North           | Tampa Bay Buccaneers   | Sieger South           |
| 4                      | Houston Texans         | Sieger South           | Los Angeles Rams       | Sieger West            |
| 5                      | Los Angeles Chargers   | West                   | Minnesota Vikings      | North                  |
| 6                      | Pittsburgh Steelers    | North                  | Washington Commanders  | East                   |
| 7                      | Denver Broncos         | West                   | Green Bay Packers      | North                  |

|  |                                    |                               |                               |         |              |                                    |                                    |                                    |                                    |                  |                          |                          |                          |                             |                             |                             |             |            |
|  | Wild Card Round                    | Wild Card Round               | Wild Card Round               |         |              | Divisional Round                   | Divisional Round                   | Divisional Round                   |                                    |                  | Conference Championships | Conference Championships | Conference Championships |                             |                             | Super Bowl                  | Super Bowl  | Super Bowl |
|  | Wild Card Round                    | Wild Card Round               | Wild Card Round               |         |              | Divisional Round                   | Divisional Round                   | Divisional Round                   |                                    |                  | Conference Championships | Conference Championships | Conference Championships |                             |                             | Super Bowl                  | Super Bowl  | Super Bowl |
|  |                                    |                               |                               |         |              |                                    |                                    |                                    |                                    |                  |                          |                          |                          |                             |                             |                             |             |            |
|  | 12. Jan. – Lincoln Financial Field |                               |                               |         |              |                                    |                                    |                                    |                                    |                  |                          |                          |                          |                             |                             |                             |             |            |
|  |                                    |                               |                               |         |              |                                    |                                    |                                    |                                    |                  |                          |                          |                          |                             |                             |                             |             |            |
|  | 2                                  | Philadelphia                  | 22                            |         |              |                                    |                                    |                                    |                                    |                  |                          |                          |                          |                             |                             |                             |             |            |
|  | 2                                  | Philadelphia                  | 22                            |         |              |                                    |                                    |                                    |                                    |                  |                          |                          |                          |                             |                             |                             |             |            |
|  | 7                                  | Green Bay                     | 10                            |         |              | 19. Jan. – Lincoln Financial Field | 19. Jan. – Lincoln Financial Field | 19. Jan. – Lincoln Financial Field |                                    |                  |                          |                          |                          |                             |                             |                             |             |            |
|  | 7                                  | Green Bay                     | 10                            |         |              | 19. Jan. – Lincoln Financial Field | 19. Jan. – Lincoln Financial Field | 19. Jan. – Lincoln Financial Field |                                    |                  |                          |                          |                          |                             |                             |                             |             |            |
|  |                                    |                               |                               | 2       | Philadelphia | 28                                 |                                    |                                    |                                    |                  |                          |                          |                          |                             |                             |                             |             |            |
|  |                                    |                               |                               | 2       | Philadelphia | 28                                 |                                    |                                    |                                    |                  |                          |                          |                          |                             |                             |                             |             |            |
|  | 13. Jan. – State Farm Stadium      | 13. Jan. – State Farm Stadium | 13. Jan. – State Farm Stadium |         |              | 4                                  | LA Rams                            | 22                                 |                                    |                  |                          |                          |                          |                             |                             |                             |             |            |
|  | 13. Jan. – State Farm Stadium      | 13. Jan. – State Farm Stadium | 13. Jan. – State Farm Stadium |         |              | 4                                  | LA Rams                            | 22                                 |                                    |                  |                          |                          |                          |                             |                             |                             |             |            |
|  | 4                                  | LA Rams                       | 27                            |         |              |                                    | 26. Jan. – Lincoln Financial Field | 26. Jan. – Lincoln Financial Field | 26. Jan. – Lincoln Financial Field |                  |                          |                          |                          |                             |                             |                             |             |            |
|  | 4                                  | LA Rams                       | 27                            |         |              |                                    | 26. Jan. – Lincoln Financial Field | 26. Jan. – Lincoln Financial Field | 26. Jan. – Lincoln Financial Field |                  |                          |                          |                          |                             |                             |                             |             |            |
|  | 5                                  | Minnesota                     | 9                             |         |              |                                    |                                    |                                    | 2                                  | Philadelphia     | 55                       |                          |                          |                             |                             |                             |             |            |
|  | 5                                  | Minnesota                     | 9                             |         |              |                                    |                                    |                                    | 2                                  | Philadelphia     | 55                       |                          |                          |                             |                             |                             |             |            |
|  |                                    |                               |                               |         |              |                                    |                                    |                                    |                                    |                  | 6                        | Washington               | 23                       |                             |                             |                             |             |            |
|  |                                    |                               |                               |         |              |                                    |                                    |                                    |                                    |                  | 6                        | Washington               | 23                       |                             |                             |                             |             |            |
|  |                                    |                               |                               |         |              | 18. Jan. – Ford Field              | 18. Jan. – Ford Field              | 18. Jan. – Ford Field              | NFC Championship                   | NFC Championship | NFC Championship         |                          |                          |                             |                             |                             |             |            |
|  | 12. Jan. – Raymond James Stadium   |                               |                               |         |              | 18. Jan. – Ford Field              | 18. Jan. – Ford Field              | 18. Jan. – Ford Field              | NFC Championship                   | NFC Championship | NFC Championship         |                          |                          |                             |                             |                             |             |            |
|  |                                    |                               | 1                             | Detroit | 31           |                                    |                                    |                                    |                                    |                  |                          |                          |                          |                             |                             |                             |             |            |
|  | 3                                  | Tampa Bay                     | 1                             | Detroit | 31           | 20                                 |                                    |                                    |                                    |                  |                          |                          |                          |                             |                             |                             |             |            |
|  | 3                                  | Tampa Bay                     |                               |         | 6            | 20                                 | Washington                         | 45                                 |                                    |                  |                          |                          |                          | 9. Feb. – Caesars Superdome | 9. Feb. – Caesars Superdome | 9. Feb. – Caesars Superdome |             |            |
|  | 6                                  | Washington                    | 23                            |         |              |                                    |                                    | 45                                 |                                    |                  |                          |                          |                          | 9. Feb. – Caesars Superdome | 9. Feb. – Caesars Superdome | 9. Feb. – Caesars Superdome |             |            |
|  | 6                                  | Washington                    | 23                            |         |              |                                    |                                    |                                    |                                    |                  |                          |                          |                          | N2                          | Philadelphia                | 40                          |             |            |
|  |                                    |                               |                               |         |              |                                    |                                    |                                    |                                    |                  |                          |                          |                          | N2                          | Philadelphia                | 40                          |             |            |
|  |                                    |                               |                               |         |              |                                    |                                    |                                    |                                    |                  |                          |                          |                          |                             |                             | A1                          | Kansas City | 22         |
|  |                                    |                               |                               |         |              | 18. Jan. – Arrowhead Stadium       |                                    |                                    |                                    |                  |                          |                          |                          |                             |                             | A1                          | Kansas City | 22         |
|  | 11. Jan. – NRG Stadium             | 11. Jan. – NRG Stadium        | 11. Jan. – NRG Stadium        |         |              |                                    |                                    |                                    |                                    |                  | Super Bowl LIX           | Super Bowl LIX           | Super Bowl LIX           |                             |                             |                             |             |            |
|  | 11. Jan. – NRG Stadium             | 11. Jan. – NRG Stadium        | 11. Jan. – NRG Stadium        |         |              | 1                                  | Kansas City                        | 23                                 |                                    |                  | Super Bowl LIX           | Super Bowl LIX           | Super Bowl LIX           |                             |                             |                             |             |            |
|  | 4                                  | Houston                       | 32                            |         |              | 1                                  | Kansas City                        | 23                                 |                                    |                  |                          |                          |                          |                             |                             |                             |             |            |
|  | 4                                  | Houston                       | 32                            |         |              | 4                                  | Houston                            | 14                                 |                                    |                  |                          |                          |                          |                             |                             |                             |             |            |
|  | 5                                  | LA Chargers                   | 12                            |         |              | 4                                  | Houston                            | 14                                 |                                    |                  |                          |                          |                          |                             |                             |                             |             |            |
|  | 5                                  | LA Chargers                   | 12                            |         |              | 26. Jan. – Arrowhead Stadium       |                                    |                                    |                                    |                  |                          |                          |                          |                             |                             |                             |             |            |
|  |                                    |                               |                               |         |              |                                    |                                    |                                    |                                    |                  |                          |                          |                          |                             |                             |                             |             |            |
|  |                                    |                               |                               |         |              |                                    |                                    |                                    | 1                                  | Kansas City      | 32                       |                          |                          |                             |                             |                             |             |            |
|  | 12. Jan. – Highmark Stadium        |                               |                               |         |              |                                    |                                    |                                    | 1                                  | Kansas City      | 32                       |                          |                          |                             |                             |                             |             |            |
|  |                                    |                               |                               |         |              |                                    |                                    | 2                                  | Buffalo                            | 29               |                          |                          |                          |                             |                             |                             |             |            |
|  | 2                                  | Buffalo                       | 31                            |         |              |                                    |                                    |                                    | Buffalo                            | 29               |                          |                          |                          |                             |                             |                             |             |            |
|  | 2                                  | Buffalo                       | 31                            |         |              | AFC Championship                   |                                    |                                    |                                    |                  |                          |                          |                          |                             |                             |                             |             |            |
|  | 7                                  | Denver                        | 7                             |         |              | 19. Jan. – Highmark Stadium        | 19. Jan. – Highmark Stadium        | 19. Jan. – Highmark Stadium        |                                    |                  |                          |                          |                          |                             |                             |                             |             |            |
|  | 7                                  | Denver                        | 7                             |         |              |                                    | 19. Jan. – Highmark Stadium        | 19. Jan. – Highmark Stadium        |                                    |                  |                          |                          |                          |                             |                             |                             |             |            |
|  |                                    |                               |                               | 2       | Buffalo      | 27                                 |                                    |                                    |                                    |                  |                          |                          |                          |                             |                             |                             |             |            |
|  |                                    |                               |                               | 2       | Buffalo      | 27                                 |                                    |                                    |                                    |                  |                          |                          |                          |                             |                             |                             |             |            |
|  | 11. Jan. – M&T Bank Stadium        | 11. Jan. – M&T Bank Stadium   | 11. Jan. – M&T Bank Stadium   |         |              | 3                                  | Baltimore                          | 25                                 |                                    |                  |                          |                          |                          |                             |                             |                             |             |            |
|  | 11. Jan. – M&T Bank Stadium        | 11. Jan. – M&T Bank Stadium   | 11. Jan. – M&T Bank Stadium   |         |              | 3                                  | Baltimore                          | 25                                 |                                    |                  |                          |                          |                          |                             |                             |                             |             |            |
|  | 3                                  | Baltimore                     | 28                            |         |              |                                    |                                    |                                    |                                    |                  |                          |                          |                          |                             |                             |                             |             |            |
|  | 3                                  | Baltimore                     | 28                            |         |              |                                    |                                    |                                    |                                    |                  |                          |                          |                          |                             |                             |                             |             |            |
|  | 6                                  | Pittsburgh                    | 14                            |         |              |                                    |                                    |                                    |                                    |                  |                          |                          |                          |                             |                             |                             |             |            |
|  | 6                                  | Pittsburgh                    | 14                            |         |              |                                    |                                    |                                    |                                    |                  |                          |                          |                          |                             |                             |                             |             |            |

## Startaufstellung
Die Startaufstellungen der beiden Mannschaften sahen wie folgt aus:
| Kansas City         | Position | Philadelphia          |
| ------------------- | -------- | --------------------- |
| Offense             |          |                       |
| Xavier Worthy       | WR       | Jahan Dotson          |
| JuJu Smith-Schuster | WR       | DeVonta Smith         |
| DeAndre Hopkins     | WR       | A. J. Brown           |
| Travis Kelce        | TE       | Dallas Goedert        |
| Joe Thuney          | LT       | Jordan Mailata        |
| Mike Caliendo       | LG       | Landon Dickerson      |
| Creed Humphrey      | C        | Cam Jurgens           |
| Trey Smith          | RG       | Mekhi Becton          |
| Jawaan Taylor       | RT       | Lane Johnson          |
| Patrick Mahomes     | QB       | Jalen Hurts           |
| Isiah Pacheco       | RB       | Saquon Barkley        |
| Defense             |          |                       |
| Chris Jones         | DT       | Jordan Davis          |
| Tershawn Wharton    | DT       | Jalen Carter          |
| Mike Danna          | DE/LB    | Josh Sweat            |
| Leo Chenal          | LB       | Nolan Smith           |
| Nick Bolton         | LB       | Zack Baun             |
| Drue Tranquill      | LB       | Oren Burks            |
| Chamarri Conner     | DB       | Cooper DeJean         |
| Trent McDuffie      | CB       | Darius Slay           |
| Jaylen Watson       | CB       | Quinyon Mitchell      |
| Justin Reid         | S        | Reed Blankenship      |
| Bryan Cook          | S        | C. J. Gardner-Johnson |

## TV-Übertragung
In den Vereinigten Staaten wurde der Super Bowl LIX von FOX übertragen; die Kommentatoren waren Kevin Burkhardt und Tom Brady. Gemäß dem 2021 abgeschlossenen TV-Vertrag findet die Übertragung im jährlichen Wechsel zwischen FOX, CBS, NBC und ABC statt.
In Deutschland, Österreich und der Schweiz wurde dieser bei RTL übertragen und von Florian Schmidt-Sommerfeld, Patrick Esume und Björn Werner kommentiert. Der gebührenpflichtige Streamingdienst DAZN übertrug ebenfalls in die DACH-Staaten und bot neben deutschem Kommentar mit Christoph Stadtler und Nadine Nurasyid auch den US-amerikanischen Originalkommentar an.
RTL erreichte in Deutschland einen Marktanteil von 54,1 Prozent im ersten Quarter und 60 Prozent im zweiten Quarter bei den 14- bis 49-Jährigen. Insgesamt sahen durchschnittlich nur etwa 1,55 Millionen Menschen zu, ein deutlicher Rückgang des Zuschauerinteresses gegenüber früheren Jahren. Noch 2021 erreichte die Übertragung bei ProSieben 2,11 Millionen Zuschauer.

## Rahmenprogramm und Halbzeitshow
Vor dem Spiel
Unmittelbar vor dem Kickoff des Spiels sang Lauren Daigle America the Beautiful, begleitet wurde sie von Jazztrompeter Trombone Shorty. Jon Batiste trug die US-amerikanische Nationalhymne vor.
Halbzeitshow
In der Halbzeitpause trat, wie bereits 2022 bei der Halbzeitshow des Super Bowl LVI, der Rapper Kendrick Lamar auf. Samuel L. Jackson moderierte die Show. Die Sängerin SZA, Produzent Mustard und Serena Williams hatten Gastauftritte. Lamars Show enthielt kritische Anspielungen auf das Amerika der Gegenwart. Dafür gab es Kritik in den sozialen Medien.

## Sonstiges
- Eagles-Quarterback Jalen Hurts wurde zum Most Valuable Player gewählt.[10]
- Donald Trump besuchte als erster US-Präsident einen Super Bowl.
- Auf dem Spielfeld entrollte während der Halbzeitshow ein Mann aus dem 400-köpfigen Darstellerteam von Kendrick Lamar eine kombinierte sudanesisch-palästinensische Flagge. Laut Aussage von NFL und dem für die Durchführung der Halbzeitshow verantwortlichen Unternehmen Roc Nation war die Aktion „weder geplant noch Teil der Produktion“.[10][14][15]